# آيت زاها (تغزوت اوركا)
آيت زاها هو دُوَّار يقع بجماعة تغازوت، عمالة أكادير إدا وتنان، جهة سوس ماسة في المملكة المغربية. ينتمي الدوّار لمشيخة تغزوت اوركا التي تضم 8 دواوير. يقدر عدد سكانه بـ 34 نسمة حسب الإحصاء الرسمي للسكان والسكنى لسنة 2004.

## وصلات خارجية
- البوابة الوطنية للجماعات الترابية
- المندوبية السامية للتخطيط